# Савушкин, Александр Петрович
Алекса́ндр Петро́вич Са́вушкин (5 февраля 1918 года — 17 мая 1943 года) — советский лётчик-истребитель, Герой Советского Союза.

## Биография
Родился 5 февраля 1918 года в деревне Пышлицы Егорьевского уезда Рязанской губернии (ныне село в Шатурском районе Московской области). Окончил 7 классов и Шатурторфскую школу ФЗУ, после чего работал слесарем на Московском электроламповом заводе. Одновременно с этим окончил аэроклуб. Служил в Красной Армии с 1938 года. В том же году выпустился из Борисоглебской военной авиашколы пилотов.
Участвовал в советско-финской войне 1939—1940.
19 февраля 1940 звеном из трёх истребителей ВВС РККА (капитан Муразанов, А. П. Савушкин и Горюнов) был сбит бомбардировщик «Бленхейм» авиаэскадрильи LLv-46 4-го авиаполка ВВС Финляндии, атаковавший советский полевой госпиталь несмотря на наличие знаков Красного креста. Сбитый самолёт упал в Ладожское озеро.
На фронтах Великой Отечественной войны воевал с июня 1941 года, с того же года — член ВКП(б). Совершил 373 боевых вылета на истребителях ЛаГГ-3 и P-39 «Аэрокобра», защищая Ленинград от налётов гитлеровской авиации. В 79 воздушных боях сбил 8 вражеских самолётов лично и 6 в группе, а также один аэростат-корректировщик. Был трижды ранен, каждый раз после этого досрочно возвращался в свою часть.

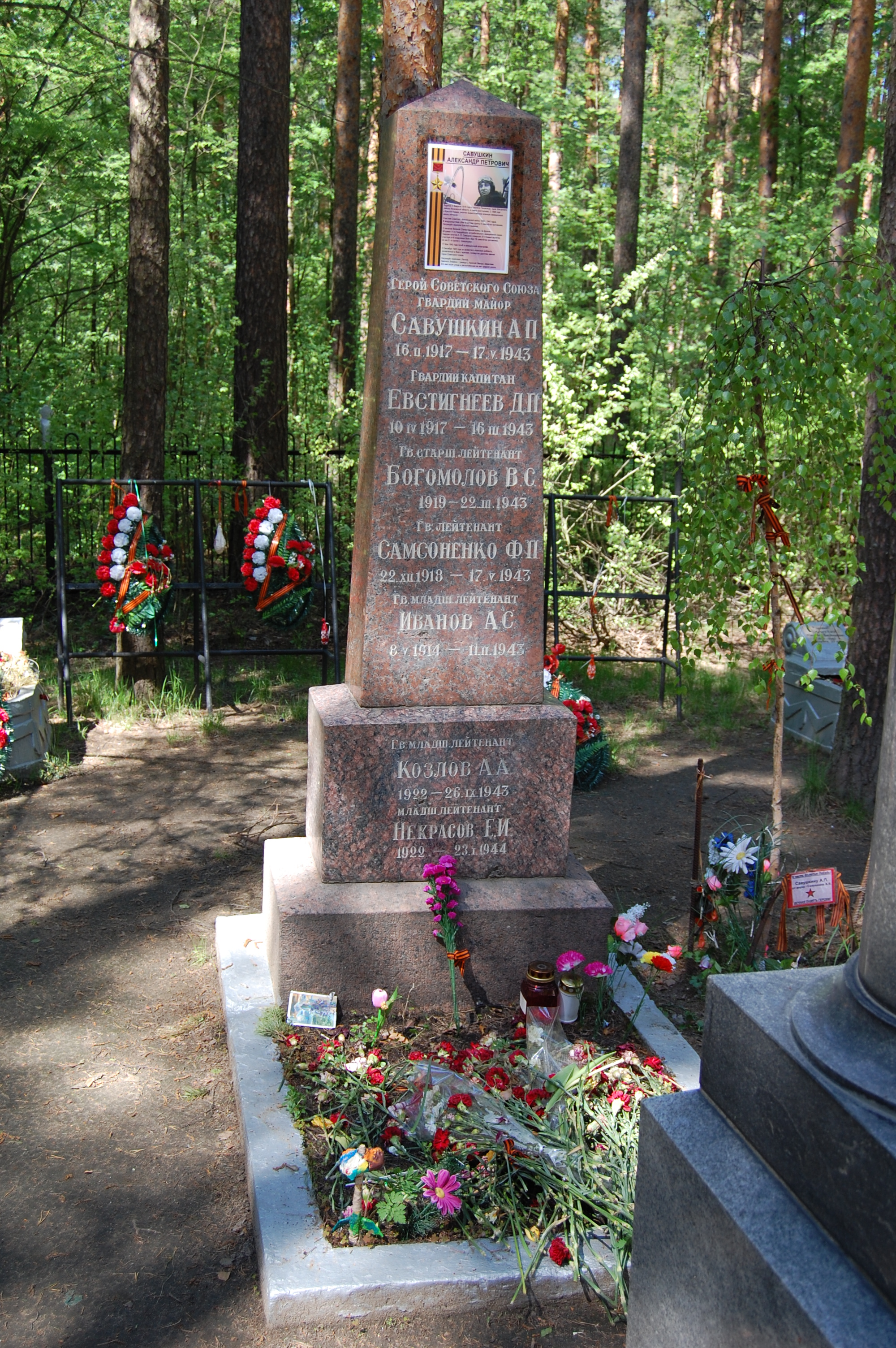
Могила А. П. Савушкина в Сосновке

Погиб 17 мая 1943 года, когда вылетел в тыл за новыми самолётами на военно-транспортном самолёте «Дуглас». Аэродром, с которого он вылетал, был обстрелян артиллерией, из-за чего самолёт оказался недостаточно хорошо подготовлен к полёту, что привело к авиационной катастрофе. Герой был похоронен в Ленинграде на воинском кладбище Сосновского лесопарка (в месте, где во время войны располагался полевой аэродром «Сосновка»).
Указом Президиума Верховного Совета СССР 2 сентября 1943 года гвардии капитану А. П. Савушкину было присвоено звание Героя Советского Союза (посмертно).

## Награды
- Медаль «Золотая Звезда» (2.09.1943 г.);
- орден Ленина (2.09.1943 г.);
- два ордена Красного Знамени (1940 г.; 26.02.1942 г.);
- орден Красной Звезды (29.11.1942 г.);
- медали;
- «Почётный гражданин Шатурского района» (Московская область).

## Память

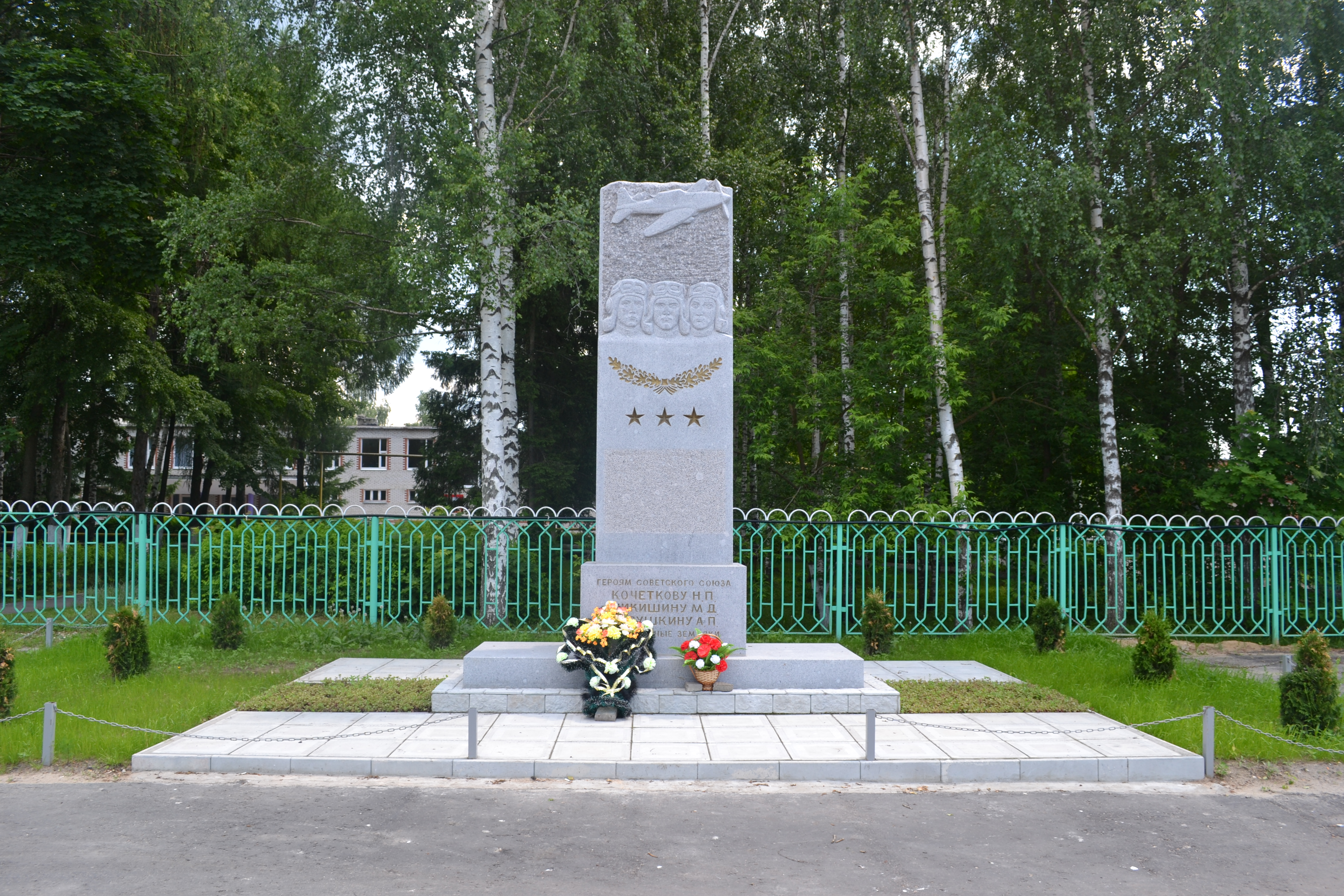
Пышлицы. Памятник Героям Советского Союза Кочеткову Н. П., Никишину М. Д., Савушкину А. П.

Изначально предполагалось, что станция метро  Беговая будет названа в честь лётчика и поэтому была оформлена в соответствующей стилистике. Переименована постановлением правительства Санкт-Петербурга от 23 июня 2014 года согласно рекомендациям Топонимической комиссии в связи с расположением выхода станции вблизи Беговой улицы. Имя героя носят улица в Приморском районе Санкт-Петербурга и одна из улиц города Шатура Московской области, там же установлена мемориальная доска.